# Schloss Katholm
Das Schloss Katholm ist ein Schloss aus dem 16. Jahrhundert nahe dem dänischen Ort Grenaa.

## Geschichte

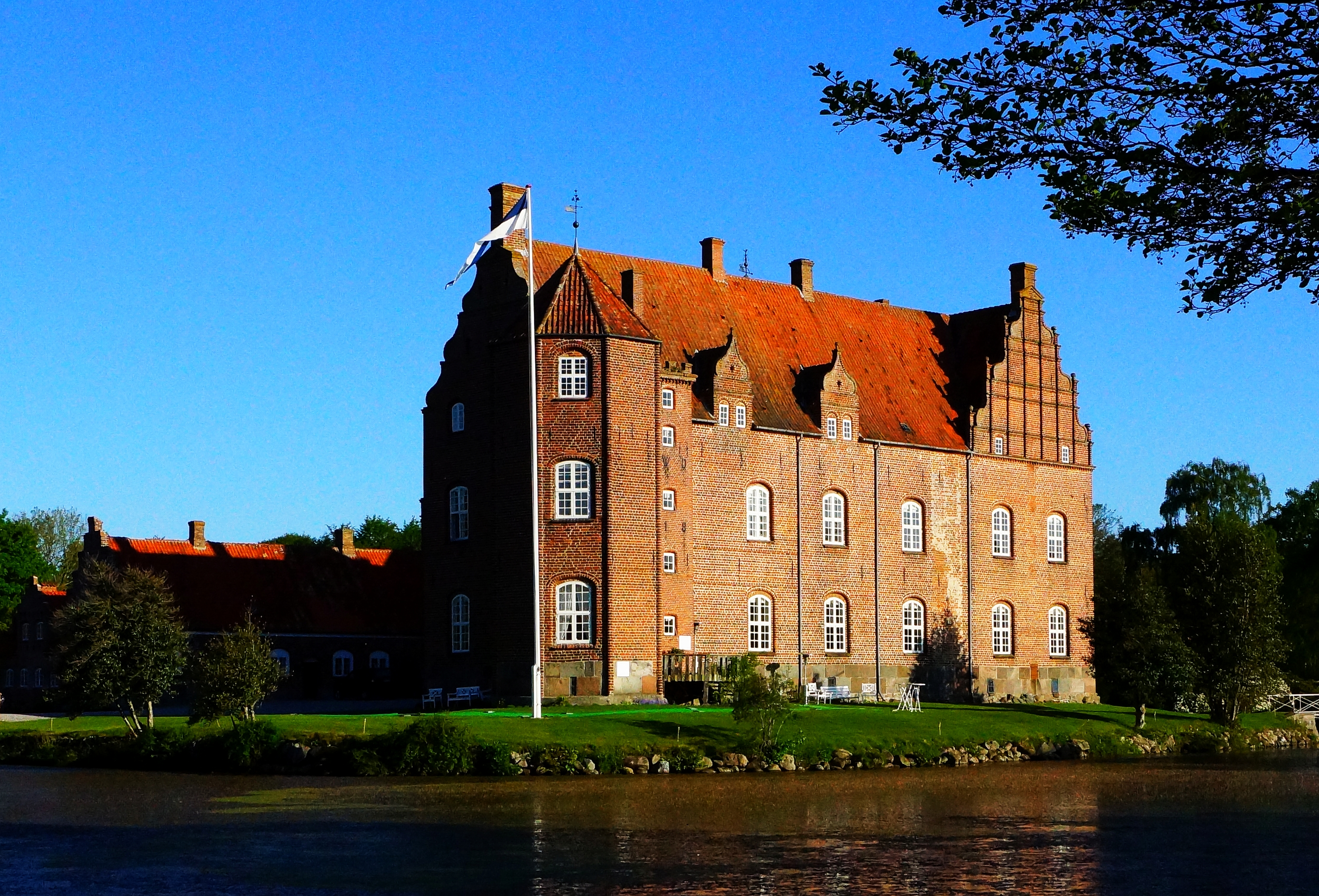
Schloss Katholm aus östlicher Richtung. 2013

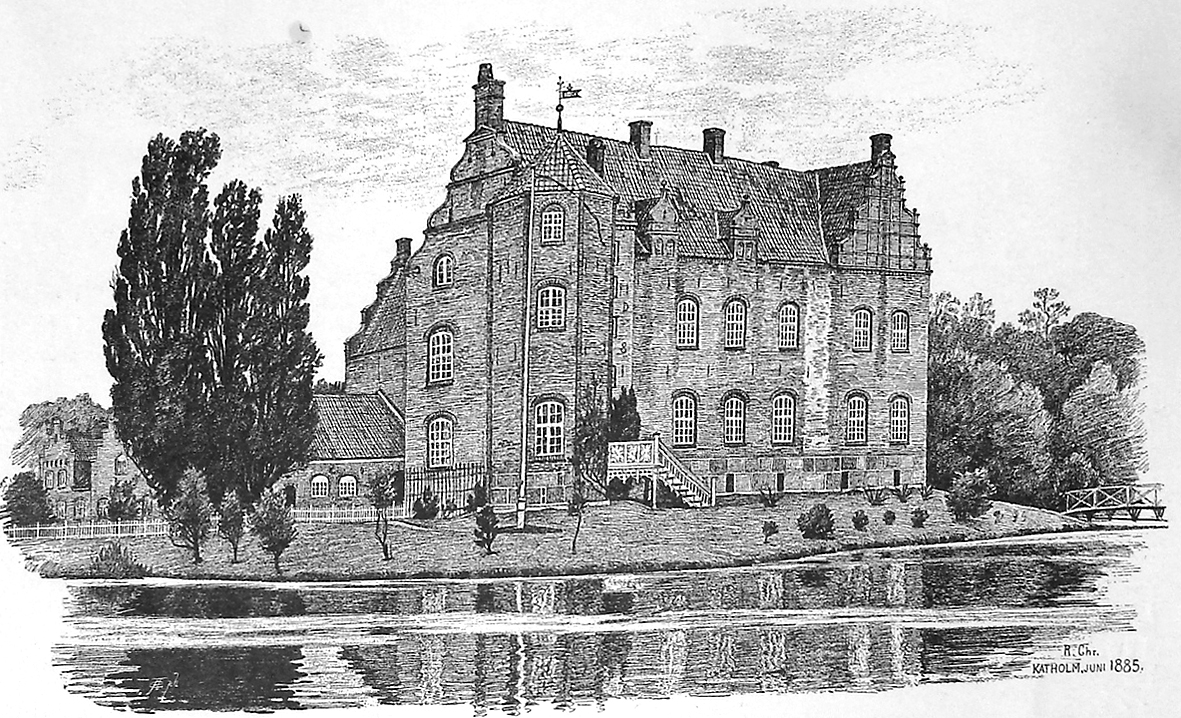
Schloss Katholm aus östlicher Richtung. 1885 von J. Christiansen

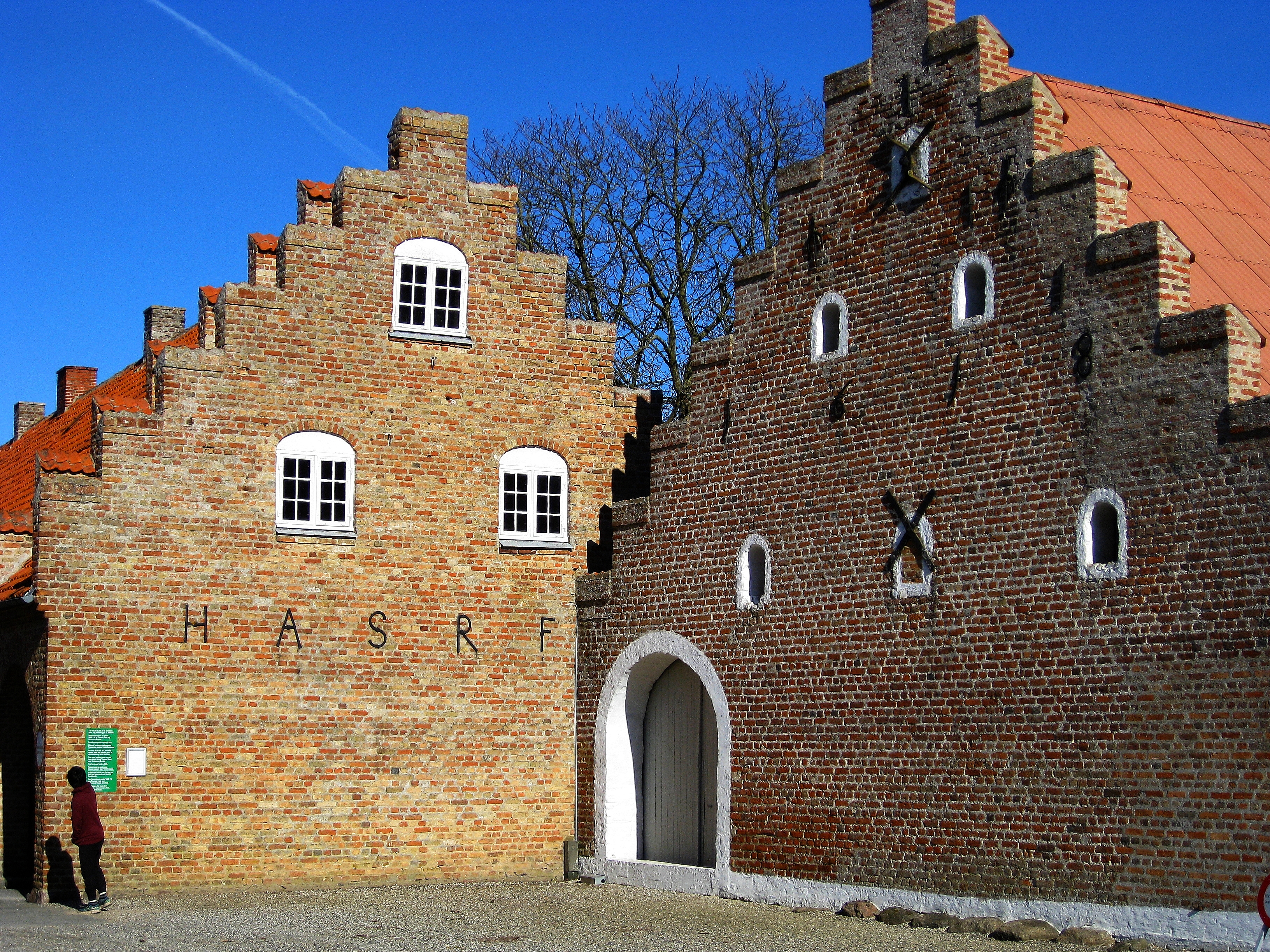
Eingangsportal

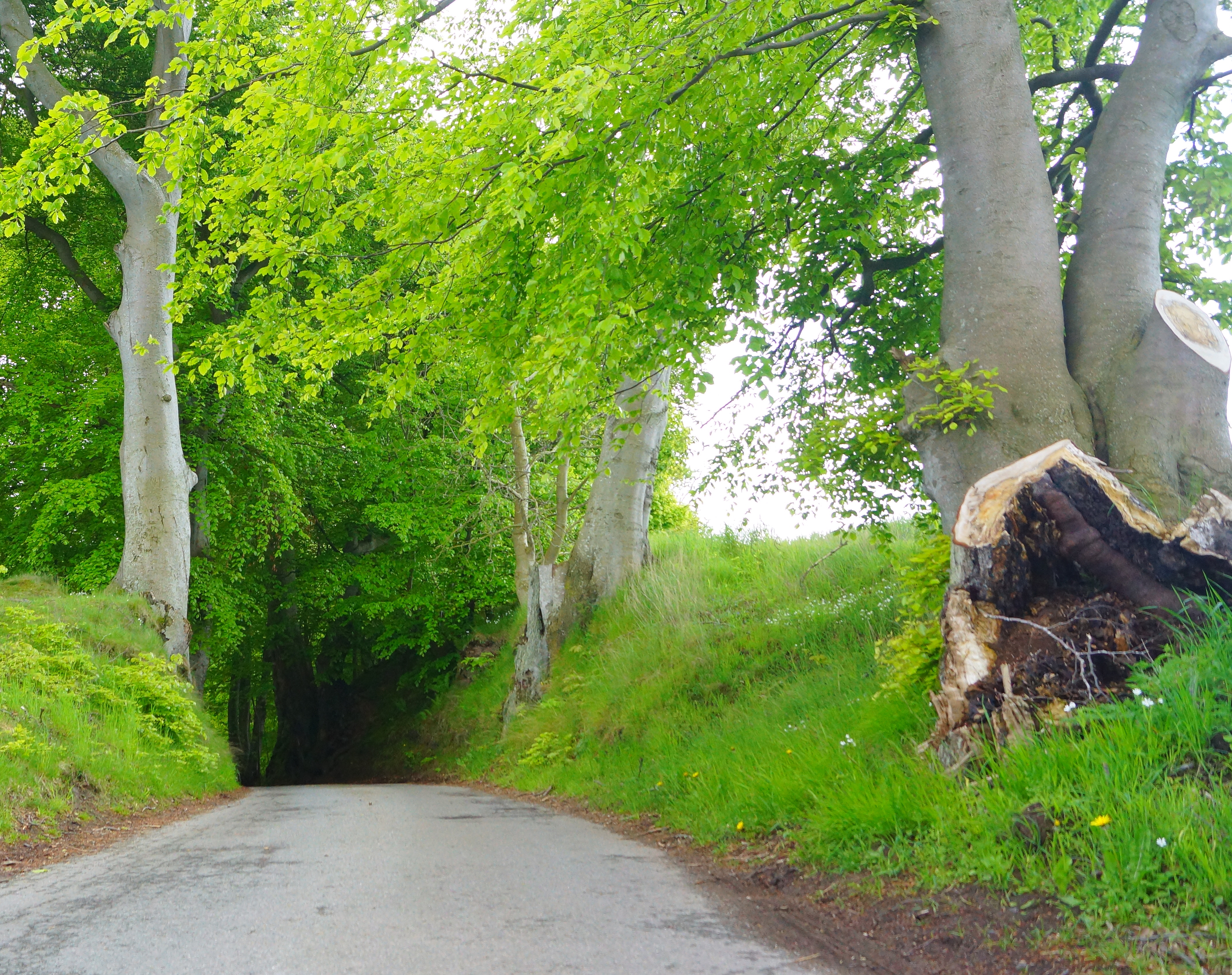
„Hulvej“ – Der Hohlweg vom Schloss nach Grenaa

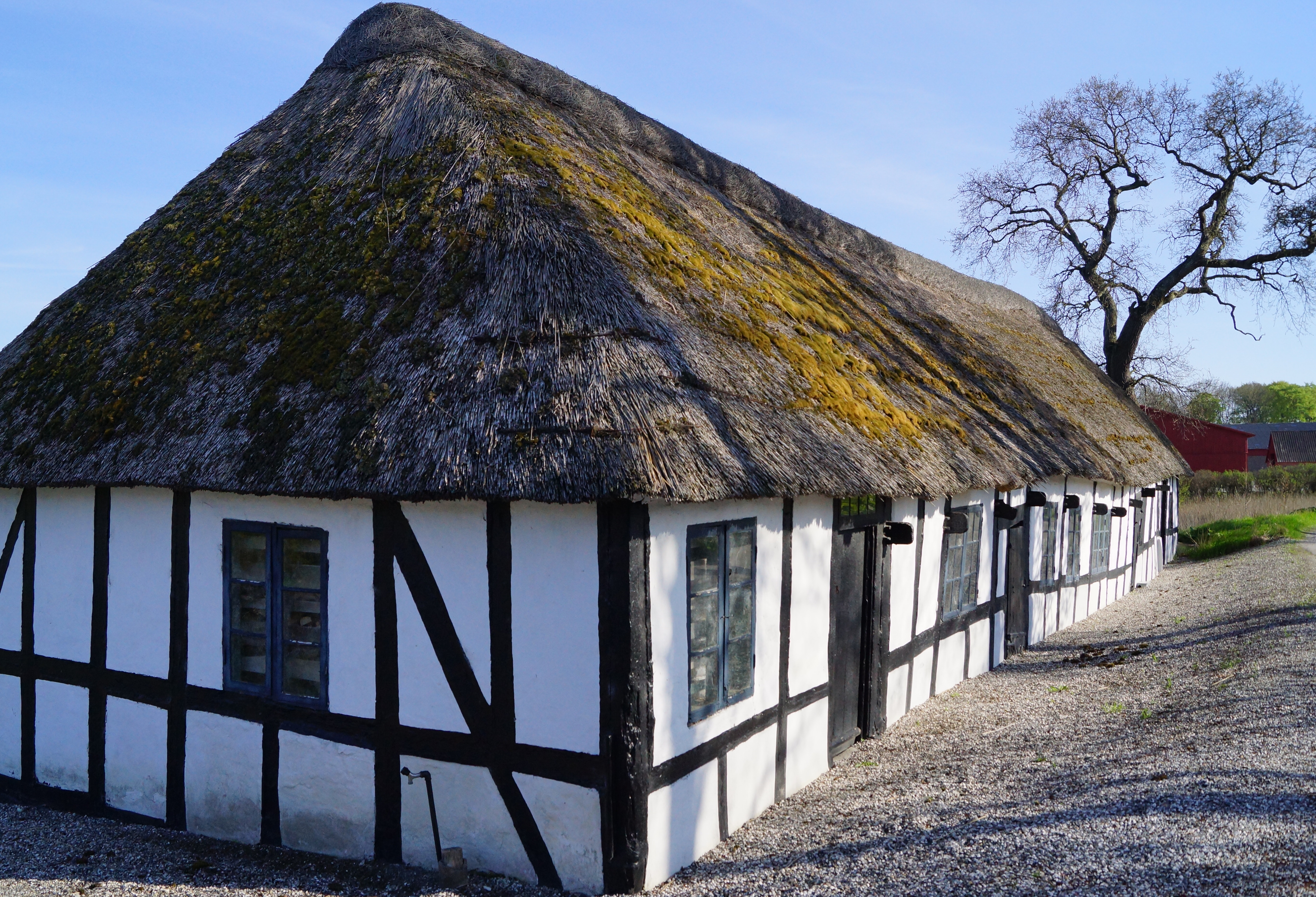
Mühlenhaus nordöstlich der Burg

Das Gut Katholm ist seit dem 15. Jahrhundert als Bauernhof bezeugt. 1545 wurde ein erstes Gutshaus errichtet. Das Schloss wurde 1588–1591 an dessen Stelle in Renaissancestil erbaut und 1622 um einen niedrigeren Westflügel erweitert. Weil Palle Krag und seine Frau kinderlos starben, kaufte Generalmajor Poul Rosenørn Katholm 1724 auf einer Aktion für 21.200 Reichstaler – der niedrige Preis erklärt sich aus den schlechten zeitgenössischen Bedingungen für die Landwirtschaft. Das Schloss blieb bis 1802 im Besitz des Briefadelsgeschlechtes Rosenørn, als Mathias Peter Otte Rosenørn es für 127.000 Reichstaler an Jens Jørgensen, der zuvor für viele Jahre Pächter des Gutes war, verkaufte.
Der Gutshof Katholm ist 1170 Hektar groß und wird landwirtschaftlich genutzt. Das Publikum hat Zugang zum Schloss außerhalb des Burggrabens. Der vom Schloss nach Grenaa führende „Hulvej“ besteht aus einer schmalen tiefgelegenen Straße, wo einst Busse und Lastwagen zwischen den alten Buchen festgefahren sind. Die auf der Baumrinde hinterlassenen Spuren verleihen dem Hohlweg seinen Charakter.

## Besitzer
- (1545–1557) Christen Fasti
- (1557–1600) Thomas Fasti
- (1600–1611) Christence Fasti
- (1611–1613) Carl Bryske
- (1613–1616) Gert Bryske / Truid Bryske
- (1616–1630) Reichsadmiral Albret Skeel
- (1630–1644) Otte Albretsen Skeel
- (1644–1660) Ida Skeel
- (1660–1667) Albret Ottesen Skeel
- (1667–1684) Anne Skeel
- (1684–1690) Jens Maltesen Sehested
- (1690–1724) Palle Krag
- (1724–1737) Poul Rosenørn
- (1737–1752) Mette Rosenørn
- (1752–1776) Peder Poulsen Rosenørn
- (1776–1804) Mathias Peter Otto Rosenørn
- (1804–1813) Jens Jørgensen
- (1813–1818) Herman Leopold Reininghaus
- (1818) Jens Jørgensen
- (1818–1823) Niels Jørgensen / Jacob Bergh Secher
- (1823–1839) Staatsdomäne
- (1839–1876) Adolph Wilhelm Dinesen
- (1876–1916) Wentzel Laurentzius Dinesen
- (1916) Agnes Knuth
- (1916–1942) Holger Collet
- (1942–1971) Carl Frederik Collet
- (1971–2007) Peter Collet
- (2007–) Marie Therese Collet